# Arlette Zakarian
Arlette Zakarian est une juriste autrichienne spécialisée en droit international. Avocate au barreau de Strasbourg (France) et avocate européenne établie en Vienne (Autriche), elle est la porte-parole élue des Autrichiens expatriés membres du parti politique libéral autrichien NEOS depuis 2024,,,,. Elle a précédemment occupé la fonction d’Ombudsman pour l’ensemble des 2 700 membres de NEOS de 2019 à 2023.

## Enfance et formation
Après des études de droit et un doctorat en droit international à l'université de Vienne, elle a obtenu un DEA en droit international public à l'université Paris-II – Panthéon-Assas, un LLM en droit américain à l'université de Boston, ainsi qu’un executive master en International Negotiation and Policy-making de l'Institut de hautes études internationales et du développement de Genève. D'origine arménienne, elle est née à Téhéran (Iran) et a grandi en Autriche. Elle publie régulièrement des commentaires sur l’Arménie et sur les enjeux territoriaux dans cette région du Caucase,, et a notamment co-écrit et codirigé un ouvrage offrant une analyse juridique du conflit dans le Haut-Karabagh.

## Parcours professionnel
Après avoir été assistante de recherche à l'université Harvard et à l'université de Boston, elle a travaillé comme juriste pour le constructeur automobile Renault - Nissan. Elle a été analyste politique pour l'OCDE pour la région du Moyen-Orient et de l'Afrique du Nord et pour l'Arab Center for the Rule of Law and Integrity. Elle a également occupé plusieurs postes à Sciences Po, notamment celui de doyen des études de premier cycle du campus de Paris, et a l’ESSEC Business School ou elle a enseigné le droit international des affaires. Elle a aussi été conférencière invitée à l'Institut de hautes études internationales et du développement de Genève. Elle a enfin occupé la fonction de litigation lawyer dans le département de droit international des assurances de la Bank of Scotland.

## Engagement politique
Membre du comité directeur élargi de NEOS, elle est responsable de la première et jusqu'à présent seule entité nationale autonome créée par un parti parlementaire autrichien visant à défendre et promouvoir les intérêts de plus de 613 000 Autrichiens vivant à l’étranger dont 462 000 en Europe. Elle est candidate au poste de député pour les prochaines élections législatives autrichiennes prévues le 29 septembre 2024.